# Alex Kakuba
Alex Kakuba (Kampala, 12 giugno 1991) è un calciatore ugandese, difensore del Portel.

## Caratteristiche tecniche
È un terzino sinistro.

## Carriera

### Nazionale
Tra il 2013 ed il 2018 ha giocato complessivamente 4 partite con la nazionale ugandese, tutte in incontri amichevoli.

## Statistiche

### Cronologia presenze e reti in nazionale
| Cronologia completa delle presenze e delle reti in nazionale ― Uganda | Cronologia completa delle presenze e delle reti in nazionale ― Uganda | Cronologia completa delle presenze e delle reti in nazionale ― Uganda | Cronologia completa delle presenze e delle reti in nazionale ― Uganda | Cronologia completa delle presenze e delle reti in nazionale ― Uganda | Cronologia completa delle presenze e delle reti in nazionale ― Uganda | Cronologia completa delle presenze e delle reti in nazionale ― Uganda | Cronologia completa delle presenze e delle reti in nazionale ― Uganda |
| Data                                                                  | Città                                                                 | In casa                                                               | Risultato                                                             | Ospiti                                                                | Competizione                                                          | Reti                                                                  | Note                                                                  |
| --------------------------------------------------------------------- | --------------------------------------------------------------------- | --------------------------------------------------------------------- | --------------------------------------------------------------------- | --------------------------------------------------------------------- | --------------------------------------------------------------------- | --------------------------------------------------------------------- | --------------------------------------------------------------------- |
| 1-6-2013                                                              | Tripoli                                                               | Libia                                                                 | 3 – 0                                                                 | Uganda                                                                | Amichevole                                                            | -                                                                     | 58’                                                                   |
| 25-3-2015                                                             | Uyo                                                                   | Nigeria                                                               | 0 – 1                                                                 | Uganda                                                                | Amichevole                                                            | -                                                                     |                                                                       |
| 9-6-2015                                                              | Kampala                                                               | Uganda                                                                | 1 – 1                                                                 | Gambia                                                                | Amichevole                                                            | -                                                                     |                                                                       |
| 24-3-2018                                                             | Kampala                                                               | Uganda                                                                | 3 – 1                                                                 | São Tomé e Príncipe                                                   | Amichevole                                                            | -                                                                     | 68’                                                                   |
| Totale                                                                |                                                                       | Presenze                                                              | 4                                                                     |                                                                       | Reti                                                                  | 0                                                                     |                                                                       |